# Савостьянов Євген Євгенович
Євген Євгенович Савостьянов (біл. Яўген Яўгенавіч Савасцьянаў, рос. Евгений Евгеньевич Савостьянов, нар. 30 січня 1988, Вовковиськ) — білоруський футболіст, півзахисник клубу «Сморгонь».

## Клубна кар'єра
Народився 30 січня 1988 року в місті Вовковиськ, де і почав займатися футболом у місцевій ДЮСШ-1. Його тренером був батько Євген Савостьянов. З 2005 року грав за молодіжні команди «Німана» (Гродно), а з 2007 року став виступати за першу команду, в якій провів сім сезонів, взявши участь у 150 матчах чемпіонату. Більшість часу, проведеного у складі гродненського «Німана», був основним гравцем команди.
У грудні 2013 року перейшов до «Гомеля», де спочатку грав на позиції опорного півзахисника, а згодом почав грати як правий захисник. У серпні 2014 року він отримав травму, яка залишила його поза грою на решту сезону. У сезоні 2015 року він залишився в «Гомелі», незважаючи на складну фінансову ситуацію в клубі. У складі команди знову почав виступати в опорній зоні. У липні 2015 року він подав до суду на «Гомель» за невиконання своїх контрактних зобов'язань і почав тренуватися з «Німаном». 30 липня 2015 року було оголошено, що Савостьянов повернувся до Гродно як на правах оренди до кінця сезону. Наприкінці сезону 2015 року мінське «Динамо» проявило інтерес до Савостьянова, але в результаті в лютому 2016 року футболіст підписав річний контракт з «Німаном». Він пропустив старт сезону 2016 через травму і повернувся в основу влітку.
На початку 2017 року він намагався знайти роботу в інших клубах, побувавши на перегляді в солігорському «Шахтарі» та казахському «Жетису», але повернувся до Гродно і в березні продовжив контракт з «Німаном» на два роки. У сезоні 2017 року він був головним опорним півзахисником команди, лише у травні, жовтні та листопаді він був відсутній через травми. Сезон 2018 розпочав в основному складі, у травні не грав через травму, після повернення деякий час виходив на заміну і у липні повернувся в основу.
У грудні 2018 року перейшов до «Слуцька», де швидко став основним захисником команди, але у липні 2019 року покинув клуб і у серпні приєднався до «Дніпра» (Могильов), але виходив на поле вкрай рідко. Наприкінці сезону 2019 року він покинув могильовський клуб.
У березні 2020 року він став гравцем «Сморгоні».

## Виступи за збірні
Протягом 2009—2011 років залучався до складу молодіжної збірної Білорусі, в її складі 2011 року став бронзовим призером молодіжного чемпіонату Європи, за що був удостоєний звання «майстер спорту міжнародного класу», хоч і жодного разу не вийшов на поле. Всього на молодіжному рівні зіграв у 8 офіційних матчах.
Згодом зіграв один матч у складі олімпійської збірної Білорусі, але у фінальну заявку команди на олімпійський футбольний турнір в Лондоні не потрапив.